# Olivia (EP)
Olivia es el EP debut de la Cantante estadounidense, y Actriz Olivia Holt. Fue lanzado el 15 de julio de 2016 a través de Hollywood Records después del lanzamiento de su sencillo debut "Phoenix".

## Antecedentes
Olivia Holt habían lanzado música a través de las películas de Disney y programas de televisión. En 2014, ella lanzó El Sencillo "Carry On" para la película osos. El 15 de diciembre de 2014, Olivia firmó un contrato discográfico con Hollywood Records para el Lanzamiento del Disco. El 13 de mayo de 2016 fue Lanzado "Phoenix" como el primer sencillo del EP, fue escrito por Nina Nesbitt y Steve Mac y Producida por Mac, El sencillo cuenta con Sonidos Soul, Country Pop y Pop. El Segundo Sencillo es "History" con Sonidos Electropop, fue lanzada el 21 de noviembre de 2016 Con su Vídeo Musical a través de su cuenta de Vevo.

## Sencillos
El primer sencillo fue "Phoenix" lanzado el 6 de agosto de 2016 en su cuenta oficial de Vevo con un vídeo musical.
El Segundo sencillo es "History" lanzado el 4 de abril de 2017 en su cuenta de Vevo en Youtube. En comparación al anterior tema, este logró un éxito mayor entrando en las listas de Bélgica, Italia, Países Bajos y Suecia siendo su primer debut en listas de charts. Además, fue certificado Oro por la RIAA por vender 500.000 copias en los Estados Unidos. Holt interpretó la canción junto con "Feearless" y "Phoenix" en el Vevo Funpop Festival de 2016.

## Lista de canciones
| Olivia EP |                                      |                                                                                      |                                               |          |  |
| N.º       | Título                               | Escritor(es)                                                                         | Producer(s)                                   | Duración |  |
| 1.        | «Phoenix»                            | Steve Mac Ammar Malik Nina Nesbitt                                                   | Mac                                           | 3:20     |  |
| 2.        | «Thin Air» (featuring Jordan Fisher) | Stephanie Jones Chelsea Lena                                                         | Koerkemeier Emanuel Kiriakou Andrew Goldstein | 3:35     |  |
| 3.        | «In the Dark»                        | Jintae Ko Tanner Underwood Julia Michaels Lindy Robbins                              | Trion                                         | 3:29     |  |
| 4.        | «What You Love»                      | Kevin Fisher Carolina Furoyen Jintae Ko Underwood                                    | Augie Ray                                     | 2:55     |  |
| 5.        | «History»                            | {{hlist - [[E. Kidd Bogart - Evan Bogart]] - Ailin Caroline - Goldstein - Kiriakou}} | Kiriakou Goldstein                            | 3:23     |  |

## Posicionamiento en listas
| Lista (2014)          | Posición |
| --------------------- | -------- |
| US Heatseekers Albums | 19       |